# Vicovaro
Vicovaro és un comune (municipi) de la ciutat metropolitana de Roma, a la regió italiana del Laci, situat uns 45 km al nord-est de Roma. L'1 de gener de 2018 tenia 3.968 habitants.
Vicovaro limita amb els municipis següents: Castel Madama, Mandela, Roccagiovine, Sambuci, San Polo dei Cavalieri, Saracinesco i Tívoli.

## Història
L'àrea de Vicovaro va ser habitada des del Neolític, com ho testifiquen restes que daten d'aquest període de finals de l'edat de bronze. Durant la dominació romana era coneguda com a "Vicus Varronis", "Vicus Vari" o "Vicus Valerius".
Al segle xiii era un feu dels Orsini.

## Llocs d'interès
- Palazzo Cenci Bolognetti, antiga residència dels Orsini. Inclou parts d'una rocca (castell) amb torres cilíndriques, restes de la torre de guarda i una entrada amb un arc gòtic de marbre del segle xiv.
- Església de San Giacomo, encarregada per Giovanni Antonio Orsini a Giovanni Dalmata (part superior) i a altres (part inferior).
- Església de Sant Pere (segle XVII).
- Monestir de San Cosimato (segle VI).